# Gonguembo
Gonguembo é um município da província do Cuanza Norte, em Angola, com sede na cidade de Quilombo dos Dembos.
Tem 1 400 km² e cerca de 37 mil habitantes. É limitado a norte pelos municípios de Bula Atumba e Banga, a leste pelo município de Lucala, a sul pelo município de Golungo Alto, e a oeste pelo município de Pango Aluquém.
O município é constituído pela comuna-sede, correspondente à cidade de Quilombo dos Dembos, e pelas comunas de Camame e Cavunga.; 
Designou-se, até 1975, pelo nome "Quilombo dos Dembos", permanecendo, após a data, somente a comuna-sede com tal denominação.